# Zwangszentrierung
Die Zwangszentrierung ist eine spezielle Methode, um bei Präzisionsvermessungen die Genauigkeit der Winkelmessung zu steigern, indem kleine Restfehler in der Zentrierung des Messinstruments weitgehend eliminiert werden.
Bei der zwangszentrierten Messung eines Polygonzugs wird nicht nur ein Stativ (für den Theodolit) verwendet, sondern deren drei. Denn neben dem jeweiligen Standpunkt erfolgt auch die Signalisierung der Zielpunkte (Reflektor oder Zielmarke) auf Stativen mit fixiertem Messuntersatz und nicht durch eine Messlatte. Ist dann mit dem Theodolit der Winkel zwischen Rückblick und Vorblick gemessen, wird das Instrument auf das Stativ des bisherigen Vorblicks umgesetzt und das hinterste Stativ kommt nach vorne auf den nächsten Polygon- oder Vermessungspunkt.

## Höhere Genauigkeit
Die Besetzung aller wesentlichen Messpunkte mit einem Stativ statt mit der Messlatte beseitigt zwar nicht die unvermeidlichen kleinen Fehler der Zentrierung selbst, wohl jedoch deren Fehlerfortpflanzung. Denn erstens ist die Exzentrizität kleiner und hat zweitens beim Umsetzen der Geräte immer denselben Wert. Der letztgenannte Aspekt ist der wesentliche und sorgt dafür, dass die hohe Genauigkeit der Richtungsmessung (etwa 2" oder 0,0005°) in der Abfolge der Arbeiten erhalten bleibt:
Denn wenn beim herkömmlichen Polygonzug die Zentrierung über dem jeweiligen Bodenpunkt beispielsweise 3 mm genau ist (siehe optisches Lot), macht dies in der Richtung einer 100 Meter langen Polygonseite 6 Winkelsekunden aus (deutlich mehr als die eigentliche Messgenauigkeit). Am nächsten Messpunkt kommt neuerlich eine solche Abweichung dazu, was sich statistisch (bei Normalverteilung) nach 4 Standpunkten auf etwa 30" aufsummiert. Dadurch wird der Polygonzug zunehmend seitlich "verschwenkt". Dieser sogenannte Querfehler, der nach 100 Meter kaum 5 mm betrug, wächst etwa mit der Wurzel der Punktanzahl und daher nach 1000 Meter auf etwa 2 Zentimeter. Hingegen bleibt der Längsfehler bei modernen Distanzern im Bereich einiger Millimeter, sodass die Genauigkeit der Vermessung uneinheitlich ist.

## Vorgangsweise und andere Methoden
Bei Anwendung der Zwangszentrierung kann der wechselnde Einfluss der nicht ganz zentrischen Aufstellung unter 0,1 mm gehalten werden. Dazu wird unter Verwendung mehrerer Stative und spezieller Untersätze der Theodolit gegen die Zielmarke ausgetauscht und umgekehrt.
Die Methodik der Zwangszentrierung wurde um 1930 entwickelt und hat wesentlich zur hohen Genauigkeit der heutigen Ingenieurgeodäsie beigetragen. Besonders wichtig wurde sie bei Untertage-Vermessungen (Tunnelbau, Druckstollen, Bergwerke etc.), wo die Messung nur von einer Seite her möglich ist, oder bei der periodischen Überwachung großer Bauwerke.
Eine ähnlich stabilisierende Wirkung auf die Fehlerfortpflanzung hat die wiederholte Beobachtung von Fernzielen oder einige Sonnenazimute, doch ist der Messaufwand etwas größer als bei Anwendung der Zwangszentrierung.